# Alexander Stewart Thompson
Alexander Stewart Thompson (Falkirk, 8 d'abril de 1859 – [...?]) fou un cantant i compositor anglès.
Estudià en el Col·legi Reial de Londres i començà la seva carrera artística com a cantant, traslladant-se més tard als Estats Units, on fou director de música del Col·legi de l'Estat d'Iowa (1907-13) i de la Universitat d'Ohio.
Les seves obres principals són:
- Staffa, poema simfònic;
- Alerta, obertura;
- Lazarus, oratori;
- Sonata en la major;
- Sypsy Song, per a piano;
- Tocata i fuga, per a orgue;
- Antífones i altres obres religioses.

A més se li deu, Psychology and Pedagogy of Music.